# پائولا کروچه
پائولا کروچه (به انگلیسی: Paola Croce) (زاده ۶ مارس ۱۹۷۸ در رم) والیبالیست ایتالیایی در پست لیبریو است.